# Labor

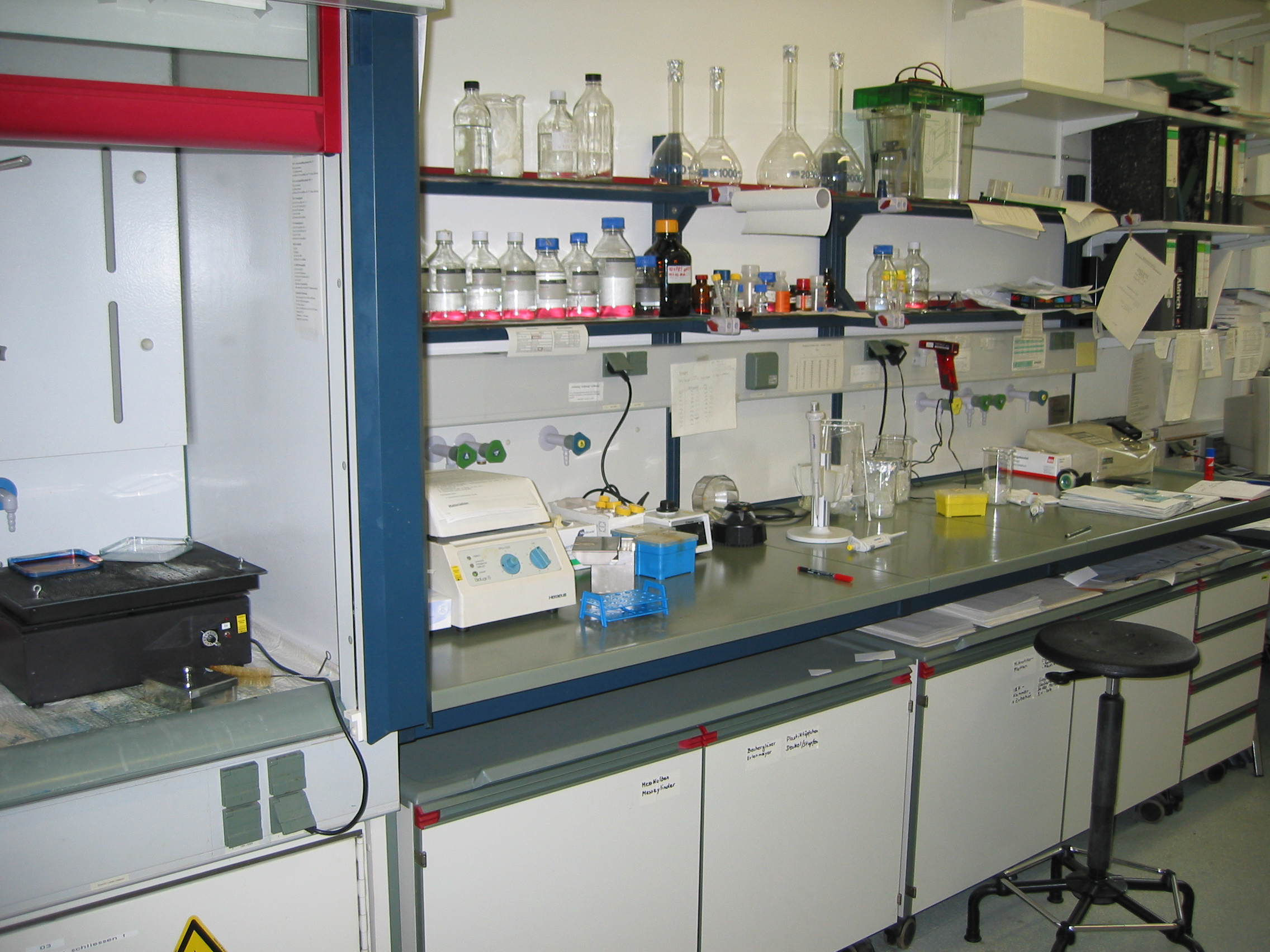
Labor im Institut für Biochemie der Universität Köln, 2004

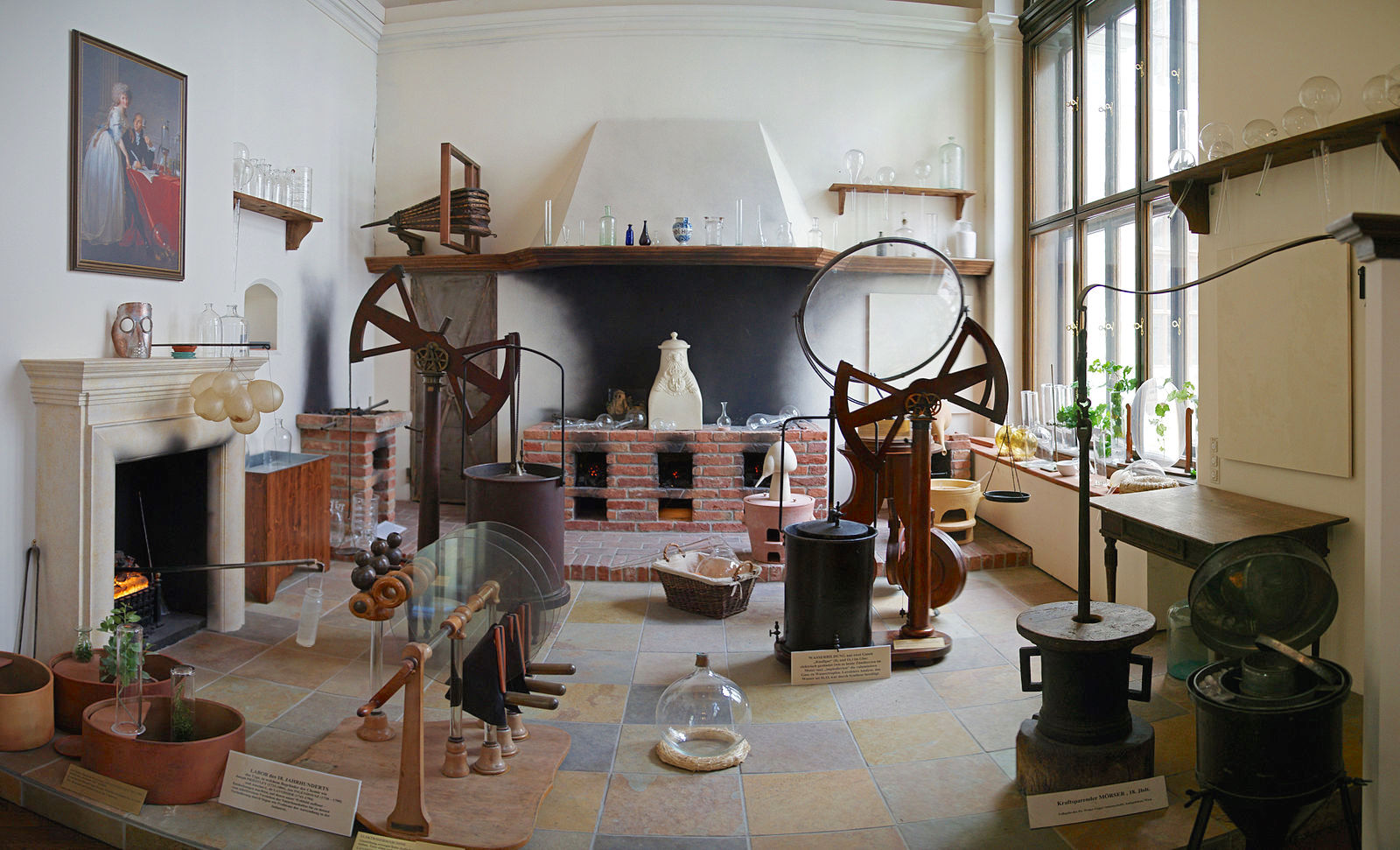
Rekonstruktion eines Chemielabors des 18. Jahrhunderts im Stil der Zeitgenossen Lavoisiers, Naturhistorisches Museum Wien

Das Labor oder Laboratorium (Mehrzahl meist Labore oder auch Labors bzw. Laboratorien, vom lateinischen laborare ‚arbeiten, sich abmühen; leiden‘) bezeichnet einen Arbeitsplatz vor allem im Bereich der Naturwissenschaften. Im Labor werden die verschiedenen Experimente, Prozesskontrollen, Qualitätskontrollen, Prüfungen und Messungen (insbesondere auch Kalibrierungen) durchgeführt und/oder es werden chemische Materialien bearbeitet sowie chemische Produkte hergestellt (Beispiel Chemielabor).

## Etymologie
Der Begriff geht auf das bis ins 15. Jahrhundert gebräuchliche 'laborare', an etwas arbeiten, sich mit etwas abmühen, aber auch an etwas leiden zurück. Das Verb ist von 'labor' Mühe, Anstrengung, Arbeit abgeleitet, welches jedoch eigentlich das Wanken unter einer Last beschreibt. Es ist mit diesem auf 'labāre' wanken, schwanken zurückzuführen. Mit dem Aufkommen der wissenschaftlichen Revolution wird ’’laborieren’’ mehr und mehr fachsprachlich verwendet; in der Medizin bedeutet es ‘an einer Krankheit leiden bzw. daran arbeiten, um sie zu überwinden’; in der Alchimie zunächst ‘als Alchimist arbeiten’. Im 16. Jahrhundert bezeichnet Laboratorium dann die ersten Arbeitsstätten von Alchemisten, Apothekern und Metallurgen. Hieraus entwickelt sich auch die Bezeichnung Laborant. Einstweilen noch vor allem bekannt als Destillierstube, wird das Laboratorium die „anerkannte Arbeitsstätte für naturwissenschaftliche Untersuchungen und Experimente“. Im Laufe des 20. Jahrhunderts verkürzt sich der Begriff auf das weitgehend gleichbedeutende Labor.

## Verbreitung
Laboratorien findet man zum Beispiel in Chemie, Physik, Biologie, Pharmazie, Medizin, Ingenieurwesen, Foto-Technik, IT-Sicherheit, experimenteller Psychologie und Ökonomik. Ein bekanntes Beispiel außerhalb der klassischen Naturwissenschaften ist das „Schlaflabor“. Laboratorien können nicht nur stationär eingerichtet werden, sondern auch für den mobilen Einsatz in Fahrzeugen oder zur temporären Nutzung in Containern (Laborcontainer). Für ihre Ausstattung gelten dieselben Anforderungen wie für stationäre Labore.
Verbreitet befinden sich auch Laboratorien (Betriebslabore) in Industriebetrieben, wo sie z. B. der Qualitätsprüfung eingehender Materialien, sowie der Überprüfung der Eigenschaften hergestellter Produkte und auch der Produktentwicklung dienen.
Im übertragenen Sinn findet der Begriff auch Verwendung im künstlerischen Bereich, so spricht man im Tanz oder in der Musik von einem Labor, Lab oder Laboratory, wenn in freier Form in Grenzbereichen des Genres geforscht wird.

## Ausstattung
Die Laborausstattung hängt stark von der Art der Einrichtung ab und trägt den besonderen Anforderungen hinsichtlich Sicherheit, Sauberkeit, Verfügbarkeit von Materialien, Werkzeugen und Geräten Rechnung.

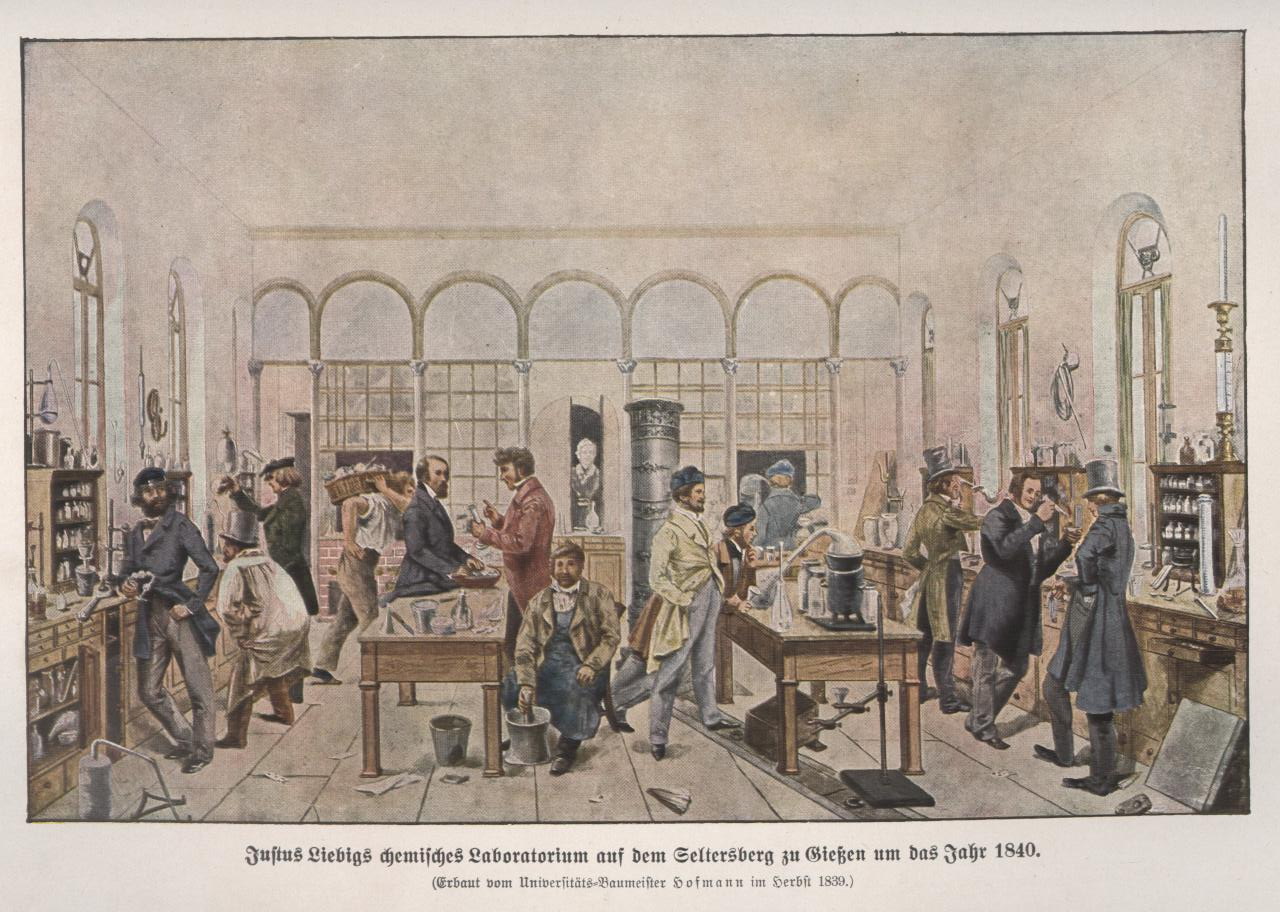
Labor von Justus von Liebig in Gießen, 1840er Jahre

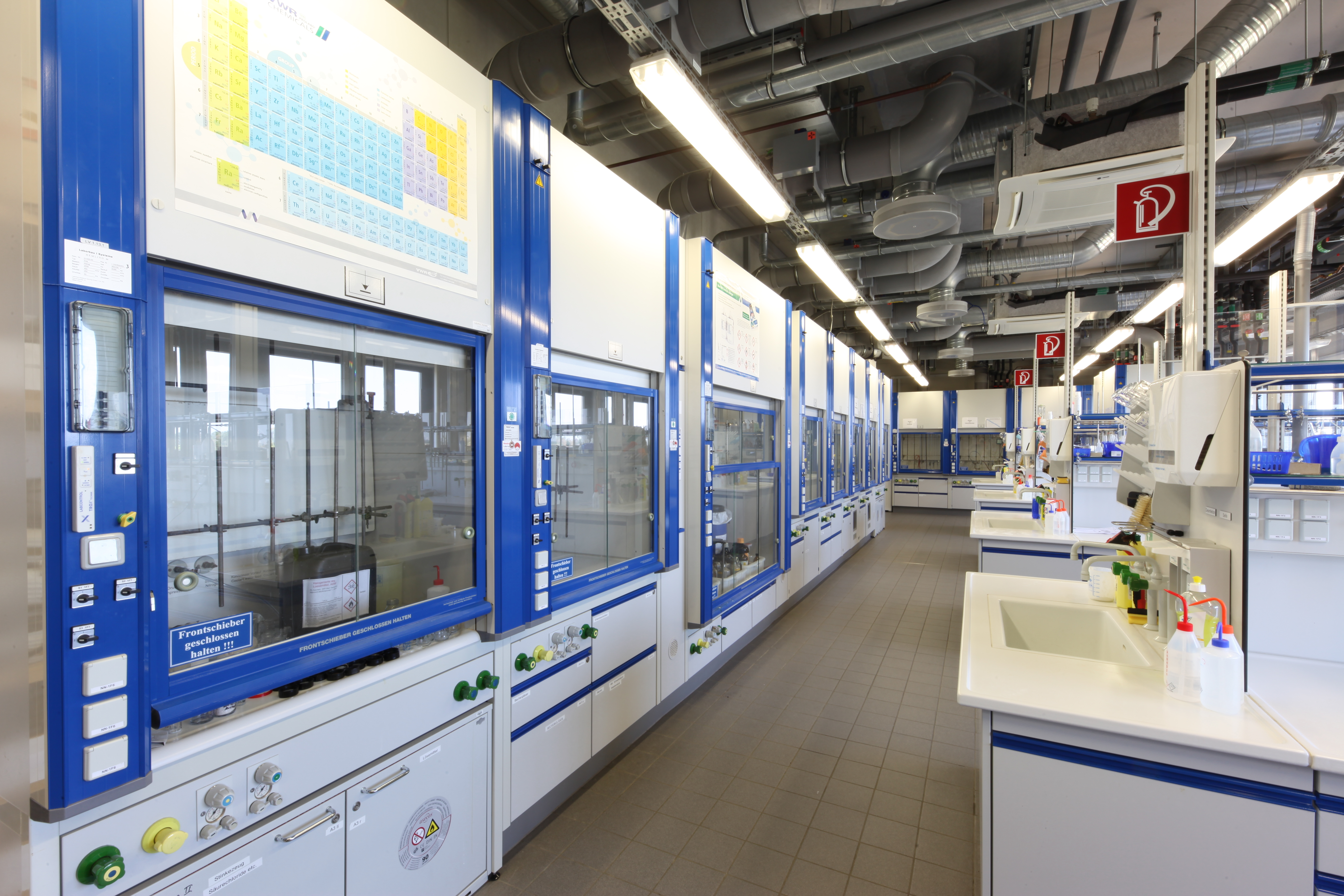
Praktikumslabor für Organische Chemie an der Fachhochschule Aachen, Campus Jülich

In chemischen und biochemischen Laboratorien werden viele verschiedene Glasgeräte (Rundkolben, Destillationsbrücken, Kühler, Bechergläser etc.) benötigt, mit denen Analysen und Synthesen durchgeführt werden.
Zudem wird beim Arbeiten mit Chemikalien standardmäßig innerhalb von Abzügen gearbeitet, in denen beim offenen Hantieren (z. B. beim Einwiegen/Dosieren) freigesetzte Chemikalien, entstehende Gase oder Aerosole während der Reaktion aus der Luft abgesaugt werden, und welche den Arbeitenden bei einem Unfall vor Splittern oder spritzenden Flüssigkeiten schützen. Speziell gilt letzteres beim Arbeiten mit evakuierten Gerätschaften (Exsikkatoren, Vakuumdestillation).
In mikrobiologischen Laboren werden außerdem Sicherheitswerkbänke verwendet, die durch geeignete Pumpen und Filteranlagen steril gehalten werden, um den Arbeitenden und seine Experimente vor dem Einfluss von Mikroorganismen zu schützen.
Bedingt durch den Umgang mit gesundheitsschädlichen und brennbaren Stoffen oder die Kontaminationsgefahr durch biologische Arbeitsstoffe darf in chemischen Laboratorien weder gegessen, getrunken oder geraucht werden, zudem ist in der Regel das Tragen geeigneter Schutzkleidung (Laborkittel, geeignete sonstige Kleidung, Schutzbrille, Schutzhandschuhe, festes Schuhwerk) verpflichtend. Brennbare oder anderweitig gefährliche Substanzen werden in Sicherheitsschränken aufbewahrt.
Laboratorien in der Physik verfügen meist über Anschlüsse für Drehstrom, Druckluft, sowie vom normalen Trinkwassernetz getrennte Kühlwasserleitungen. Zur Ausstattung gehören darüber hinaus verschiedene meist elektronische Messgeräte, häufig auch Vakuumapparaturen sowie je nach speziellem Arbeitsgebiet weitere Geräte. Eine wichtige Art von Labor insbesondere in der Festkörperphysik ist der Reinraum, in dem durch eine spezielle Belüftungsanlage, das Tragen von Schutzkleidung und Vermeidung bestimmter Tätigkeiten eine besonders saubere, insbesondere staubfreie Arbeitsumgebung herrscht.
In den Ingenieurwissenschaften werden als Labor nicht nur entsprechend ausgestattete und genutzte Räume bezeichnet, sondern auch eine Klasse von Lehrveranstaltungen an Universitäten und Fachhochschulen, in denen praktische Fähigkeiten und der Umgang mit bestimmten Geräten, Software o. Ä. anhand von beispielhaften Aufgabenstellungen geschult werden sollen.
Neuerdings finden sogenannte Westentaschenlabore (lab-on-a-chip system) vermehrt Anwendung.

## Schutzstufenkonzept
Für Laboratorien, in welchen mit Gefahrstoffen, mit biologischen Arbeitsstoffen oder mit gentechnisch veränderten Organismen gearbeitet wird, ist in Deutschland durch unterschiedliche Rechtsvorschriften die Einstufung in vier Schutzstufen (Gefahrstoffverordnung) bzw. biologische Schutzstufen (Biostoffverordnung) bzw. biologische Sicherheitsstufen (Gentechnikgesetz und Gentechnik-Sicherheitsverordnung) vorgeschrieben, welche bauliche und technische, organisatorische und Maßnahmen bezüglich der persönlichen Schutzausrüstung nach sich zieht. In Österreich und der Schweiz gelten ähnliche Regelungen.

### Schutzstufen nach der Gefahrstoffverordnung (Deutschland)
Nach der Gefahrstoffverordnung sind die im Labor verwendeten Gefahrstoffe auf ihre Gefährdung zu prüfen. Dabei sind neben der Einstufung mit den Gefährlichkeitsmerkmalen (also giftig, leicht entzündlich usw.) auch die Häufigkeit der Verwendung, die Einsatzmengen und verschiedene physikalische Eigenschaften, wie die Konzentration in der Luft, die Verteilung usw., und die Arbeitsbedingungen zu berücksichtigen.
Aufgrund dieser Daten erfolgt dann die Einstufung:
| Schutzstufe | Gefahrstoffe mit den Eigenschaften | Maßnahmen |
| ----------- | --- | --- |
| 1           | reizend, gesundheitsschädlich, ätzend (geringe Mengen und geringe Einwirkzeit)                                                            | - Minimierung der Gefahren durch geeignete bauliche (z. B. Abzug) und organisatorische (z. B. besondere Arbeitsplatzhygiene) Maßnahmen - alle Stoffe kennzeichnen - es dürfen keine Lebensmittelbehälter für Gefahrstoffe verwendet werden - sichere Lagerung der Gefahrstoffe |
| 2           | reizend, gesundheitsschädlich, ätzend | - Maßnahmen der Stufe 1 - Ersatz von Gefahrstoffen prüfen - Essen, Trinken und Rauchen verbieten - Arbeits- und Privatkleidung trennen - Alleinarbeit nur bei geeigneten Schutzmaßnahmen erlauben                                                                              |
| 3           | giftig, sehr giftig und mutagene, karzinogene und fruchtschädigende Gefahrstoffe, wenn der Arbeitsplatzgrenzwert nicht überschritten wird | - Maßnahmen der Stufe 2 - geschlossene Systeme verwenden, falls möglich - Zugang auf im Labor Beschäftigte beschränken - Gefahrstoffe unter Verschluss aufbewahren |
| 4           | mutagene, karzinogene und fruchtschädigende Gefahrstoffe, wenn der Arbeitsplatzgrenzwert überschritten wird                               | - Maßnahmen der Stufe 3 - Arbeitsbereich deutlich kennzeichnen - Maßnahmen zur Erkennung von Stofffreisetzung treffen |

### Schutzstufen nach der Biostoffverordnung (Deutschland)

Das Symbol für Biogefährdung nach Anhang I der BioStoffV kennzeichnet Labore der Schutzstufen 2 bis 4.

Die Biostoffverordnung (BioStoffV) regelt zum Schutz der Beschäftigten (unter anderem im Labor) den Umgang mit biologischen Arbeitsstoffen. Zu den biologischen Arbeitsstoffen – sie werden auch als Biostoffe bezeichnet – gehören u. a. Prokaryoten (Bakterien und Archaeen), Viren, Pilze, Parasiten und Zellkulturen. Durch § 3 BioStoffV werden für sie vier Risikogruppen definiert. Die Einstufung erfolgt nach dem Infektionsrisiko, vereinfacht bedeutet dies, je gefährlicher ein Biostoff ist, desto höher ist die Risikogruppe. Bei den sogenannten gezielten Tätigkeiten (vergleiche Begriffsbestimmungen – § 2 BioStoffV) muss die Arbeit mit einem biologischen Arbeitsstoff der Risikogruppe 1 nach den Regeln der Schutzstufe 1 erfolgen, das gleiche Prinzip gilt für die Schutzstufen 2 bis 4. Die Vorschriften werden als Stufen bezeichnet, da die Regelungen der niedrigeren Schutzstufen auch für die höheren Stufen gelten. Für die Arbeit im Labor entsprechen die Regeln der Schutzstufen nach der Biostoffverordnung weitgehend denen der Sicherheitsstufen nach dem Gentechnikgesetz.
In der Schutzstufe 1 sind die allgemeinen Hygienemaßnahmen, bei der Arbeit im Labor zusätzlich noch die speziellen Hygienemaßnahmen, einzuhalten. Sie werden durch die Technischen Regeln für Biologische Arbeitsstoffe (TRBA) näher ausgeführt. Hieraus ergibt sich beispielsweise, dass die Mitarbeiter im Labor einen Laborkittel als Schutzkleidung tragen und sich nach Beendigung der Tätigkeit die Hände waschen und desinfizieren. Bei den höheren Schutzstufen steigen die Anforderungen an die Ausstattung und die Organisation im Labor an, außerdem muss das Labor mit dem Symbol für Biogefährdung gekennzeichnet werden. So ist es z. B. in der Schutzstufe 2 üblich, an einer Sicherheitswerkbank zu arbeiten, falls bei den Arbeiten Bioaerosole entstehen können und einen Autoklaven zur Sterilisation der Abfälle, die Biostoffe enthalten können, zu verwenden. In der Schutzstufe 3 ist u. a. eine Zugangskontrolle zum Labor sowie eine Notstromversorgung vorgeschrieben, die Abluft muss gefiltert werden. Auch die persönliche Schutzausrüstung der Mitarbeiter muss den möglichen Gefahren angepasst werden, beispielsweise durch Tragen einer Atemschutzmaske. In der Schutzstufe 4 ist es z. B. erforderlich, dass das Labor baulich abgetrennt und für eine mögliche Begasung abdichtbar ist. Es kann nur über eine Schleuse betreten werden, die Mitarbeiter tragen fremdbelüftete Vollschutzanzüge.

### Sicherheitsstufen nach dem Gentechnikgesetz (Deutschland)

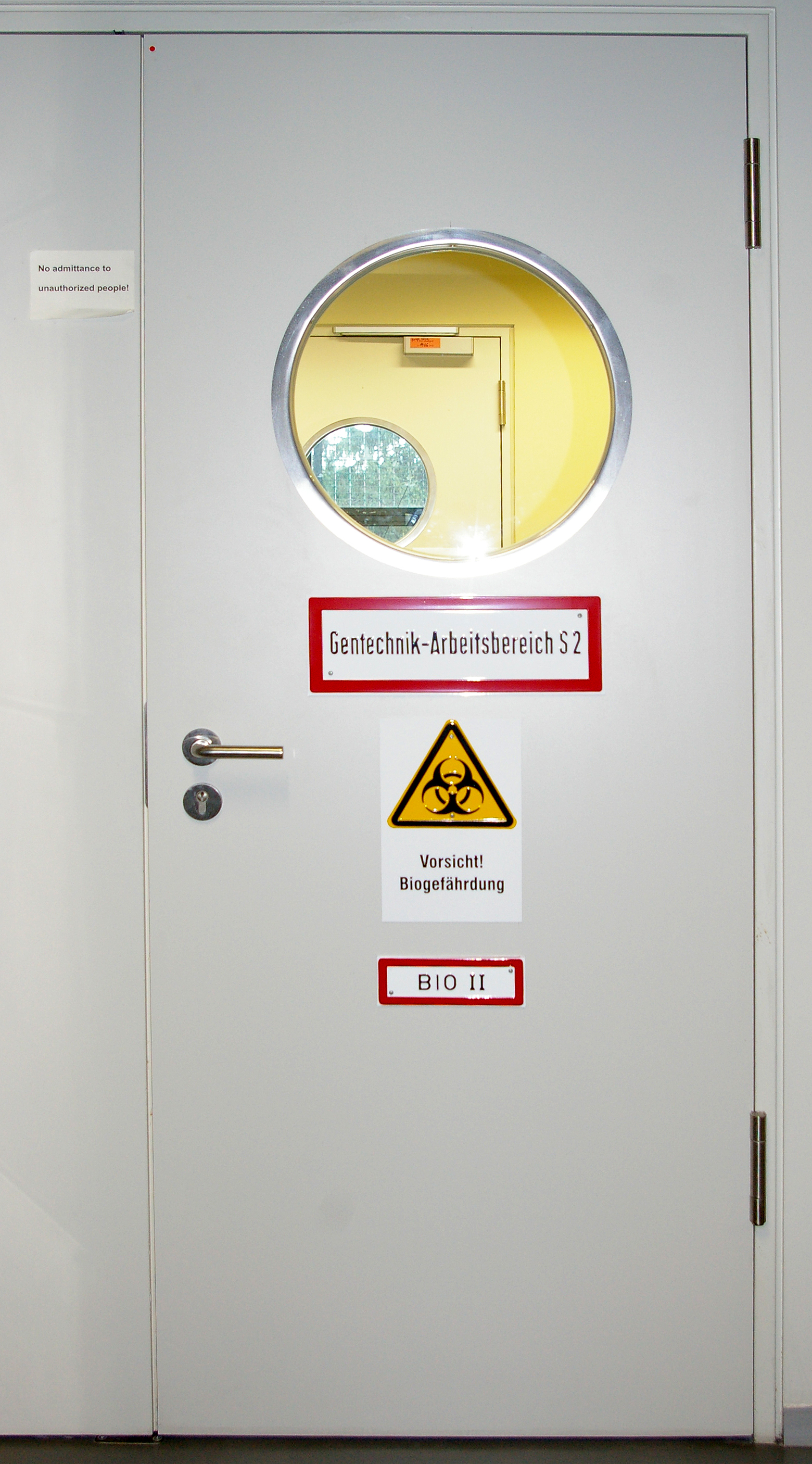
Kennzeichnung eines Gentechnik-Arbeitsbereiches der Sicherheitsstufe 2, zusätzlich ist auch das Symbol für Biogefährdung vorgeschrieben.

Gentechnische Arbeiten mit gentechnisch veränderten Organismen (GVO) erfolgen unter vier biologischen Sicherheitsstufen. Diese werden in Deutschland durch das Gentechnikgesetz (GenTG) festgelegt und durch die Gentechnik-Sicherheitsverordnung (GenTSV) näher ausgeführt. Die Zuordnung der gentechnischen Arbeiten zu den vier Sicherheitsstufen ergibt sich unter anderem anhand des Risikos der verwendeten GVO. Im Laborjargon werden solche Laboratorien als S1-Labor bis S4-Labor bezeichnet. Die genaue Regelung wird durch §§ 4–7 GenTSV vorgegeben. Neben den Sicherheitsstufen für Laboratorien gibt es entsprechende Regelungen u. a. für den Produktionsbereich. Die Vorschriften werden als Stufen bezeichnet, da die Regelungen der niedrigeren Sicherheitsstufe auch für die höheren Stufen gelten. Für die Arbeit im Labor entsprechen die Regeln der Sicherheitsstufen nach dem Gentechnikgesetz zum Teil denen der Schutzstufen nach der Biostoffverordnung, es gibt jedoch auch weitergehende Sicherheitsmaßnahmen.
Dazu gehört unter anderem die Kennzeichnung als Gentechnik-Arbeitsbereich und die Einsetzung eines Projektleiters. Die technische Ausstattung, je nach Sicherheitsstufe z. B. mit Sicherheitswerkbank, Autoklav oder Zugang über eine Schleuse, entspricht dem Labor, in dem mit Biostoffen gearbeitet wird. Unterschiede ergeben sich im Detail, ab welcher Sicherheitsstufe welche Maßnahmen zu beachten sind.
Eine Anlage, in der gentechnische Arbeiten der Sicherheitsstufe 3 oder 4 durchgeführt werden sollen, muss nach §§ 8 und 10 GenTG genehmigt werden. In Deutschland gibt es vier gentechnische Anlagen der Sicherheitsstufe 4 (Stand Dezember 2012). Von den vier Anlagen ist eine in Betrieb, bei einer Anlage ist der Betrieb genehmigt, bei zwei Anlagen wurde deren Errichtung genehmigt.